# Karmasutra (film
Karmasutra este un film românesc din 2016 regizat de Cristian Bota. Rolurile principale au fost interpretate de actorii Ilona Brezoianu, Emilian Marnea, Cristian Bota.

## Distribuție
Distribuția filmului este alcătuită din:
- Loredana Ciobotaru — Lori
- Cristian Bota — Paul
- Emilian Marnea — Edi
- Diana Bota — Mădălina
- Ilona Brezoianu — Lulu